# فرودگاه تاسایف
فرودگاه تاسایف فرودگاهی عمومی واقع در شهر تاسایف در کشور روسیه است.